# Río Chapáyevka
El río Chapáyevka (del ruso: Чапа́евка) o Mocha (Мо́ча) es un río del óblast de Samara, en Rusia, afluente por la izquierda del Volga.

## Geografía
Tiene una longitud de 298 km, una cuenca de 4.310 km² y un caudal medio de 2.53 m³/s (a 179 km de su desembocadura). Nace en las pendientes del Sini Syrt, en el sudeste del óblast de Samara, cerca de la frontera con el óblast de Oremburgo. Toma dirección noroeste por un paisaje agrícola intensivo.
Antes de recibir al Viazovka, el río gira hacia el oeste. Diez kilómetros al sur de Chapáyevsk el río tuerce hacia el norte, empezando a formar numerosos meandros y brazos muertos.
Al oeste de Chapáyevsk el río se divide creando un delta que ocupa desde Chapáyevsk hasta Novokúibyshevsk. En esta área de marismas el río desemboca en varios brazos en las aguas del embalse de Sarátov.
Es navegable en sus últimos 34 km. Es de régimen principalmente nival y se deseca en su curso superior. Está generalmente helado desde noviembre a abril
Sus principales son el Petrushka, el Vetlianka y el Viazovka.

## Etimología
El río se llamaba originalmente Mocha (моча) -que significa orina en ruso. En 1925, fue rebautizado como Chapáyevka en honor de Vasili Chapáyev, un héroe bolchevique de la Guerra civil rusa.